# Линден, Люсьен
Люсьен Линден (фр. Lucien Linden, 12 декабря 1853 — 17 октября 1940) — бельгийский ботаник.  

## Биография
Люсьен Линден родился в Брюсселе 12 декабря 1853 года. Возможно также, что он родился в 1851 году.
Люсьен Линден был сыном бельгийского биолога и ботаника Жана Жюля Линдена (1817—1898), известного своей страстью к изучению растений семейства Орхидные. После смерти отца Люсьен Линден продолжил его исследования.
Линден совершил многочисленные экспедиции в Африку, особенно в Бельгийское Конго, а также на Яву.
Люсьен Линден умер в Ватермаль-Буафор 17 октября 1940 года.

## Научная деятельность
Люсьен Линден специализировался на семенных растениях.

## Почести
В его честь были названы следующие виды растений:
- Justicia lindeniana (Nees) J.F.Macbr.[2]
- Gundlachia lindeniana Urb.[3]
- Blotiella lindeniana (Hook.) R.M.Tryon[4]
- Dalbergia lindeniana (Benth.) Hoehne[5]
- Paphinia lindeniana Rchb.f.[6]
- Marginaria lindeniana Farw.[7]